# 新南威爾士美術館
新南威爾士美術館（英語：Art Gallery of New South Wales，簡稱 AGNSW）是位於澳大利亞新南威爾士州悉尼的一座美術館。新南威爾士美術館是悉尼最重要的美術館，在澳大利亞的美術館中規模排名第四。新南威爾士美術館於1874年首次舉辦公開展覽。美術館免費開放，陳列澳大利亞（從殖民時代到當代）、亞洲和歐洲的藝術品。2003年，新南威爾士美術館新開設了亞洲館。
1874 年，新南威尔士州议会投票通过了新南威尔士州新美术馆的资金拨款，并由董事会管理资金。艺术收藏品最初位于花园宫殿，直到它被烧毁
之后建造了一座大型新古典主义建筑，其中有 6包括深层次地下电影院和停车场。博物馆收到超过 3
每年百万游客,但新冠疫情导致旅游人数大幅下降。

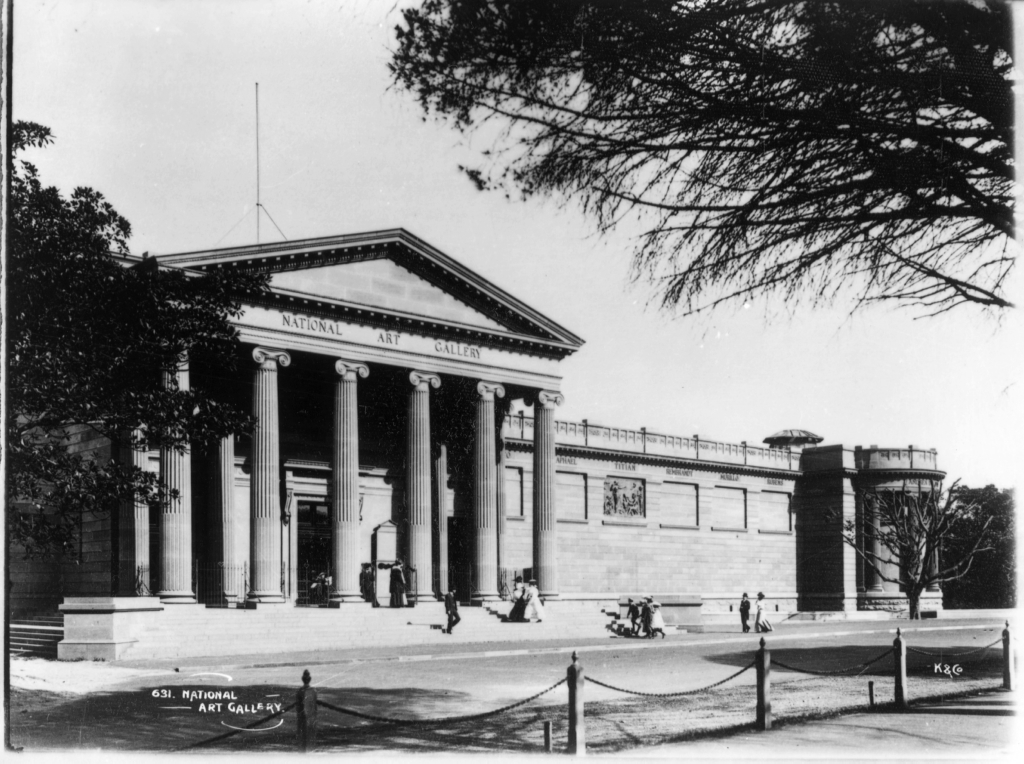
AGNSW (约1900)

新南威爾士美術館位于悉尼市中心的東端，悉尼禁苑（The Domain）園内。
部分展出作品

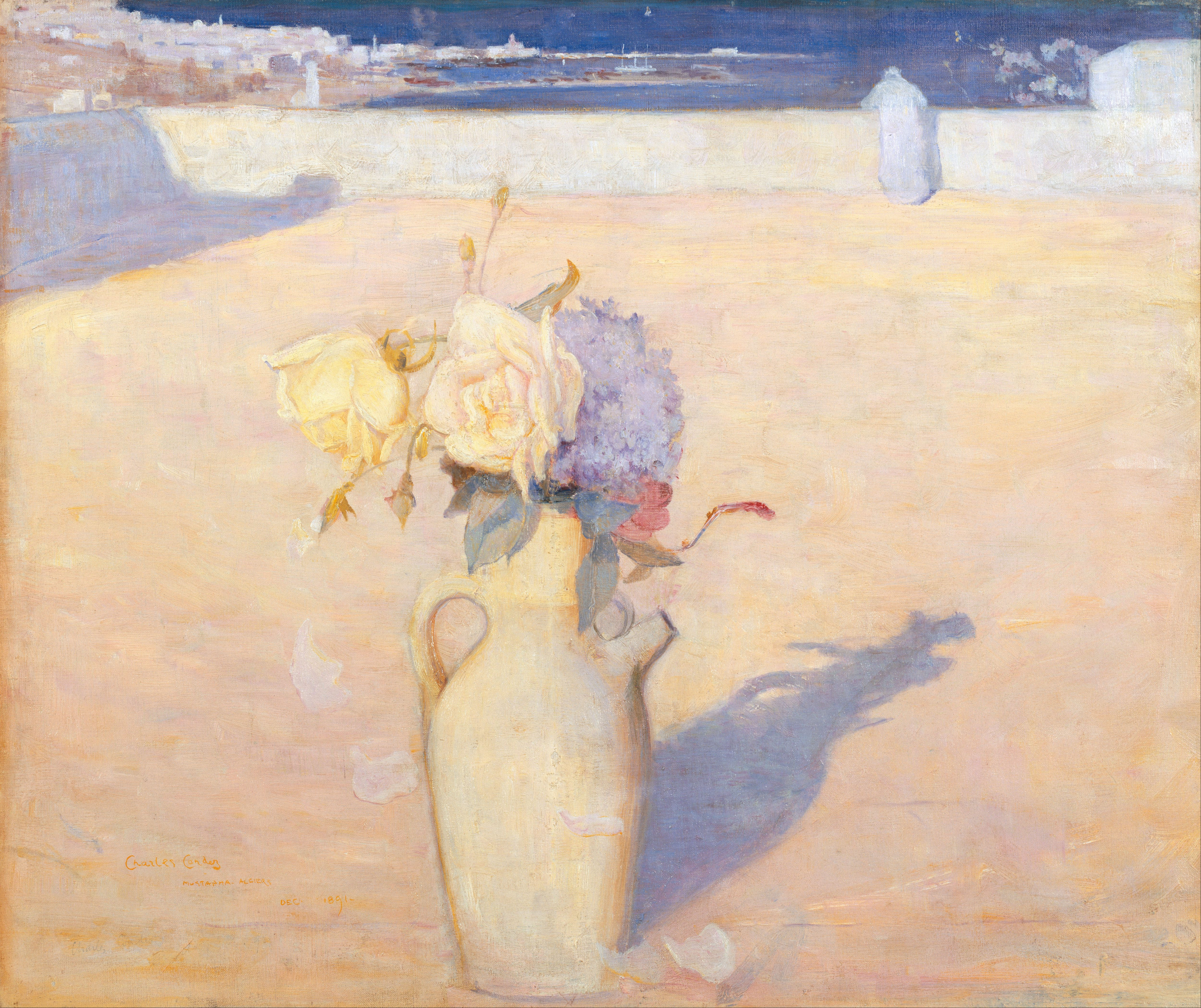
Charles Conder, The hot sands, Mustapha, Algiers, 1891
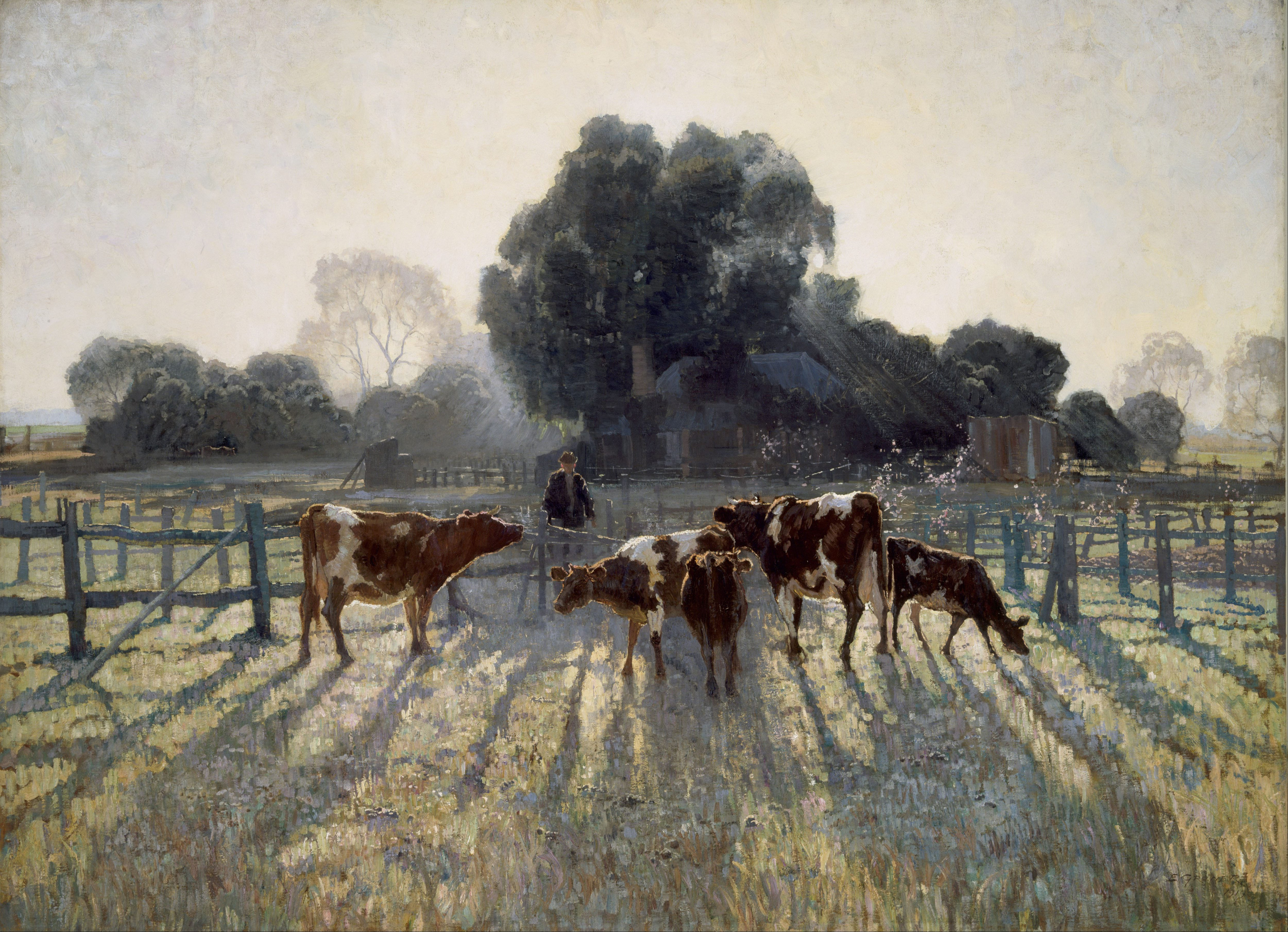
Elioth Gruner, Spring Frost, 1919
Arthur Streeton, Fire's on, 1891
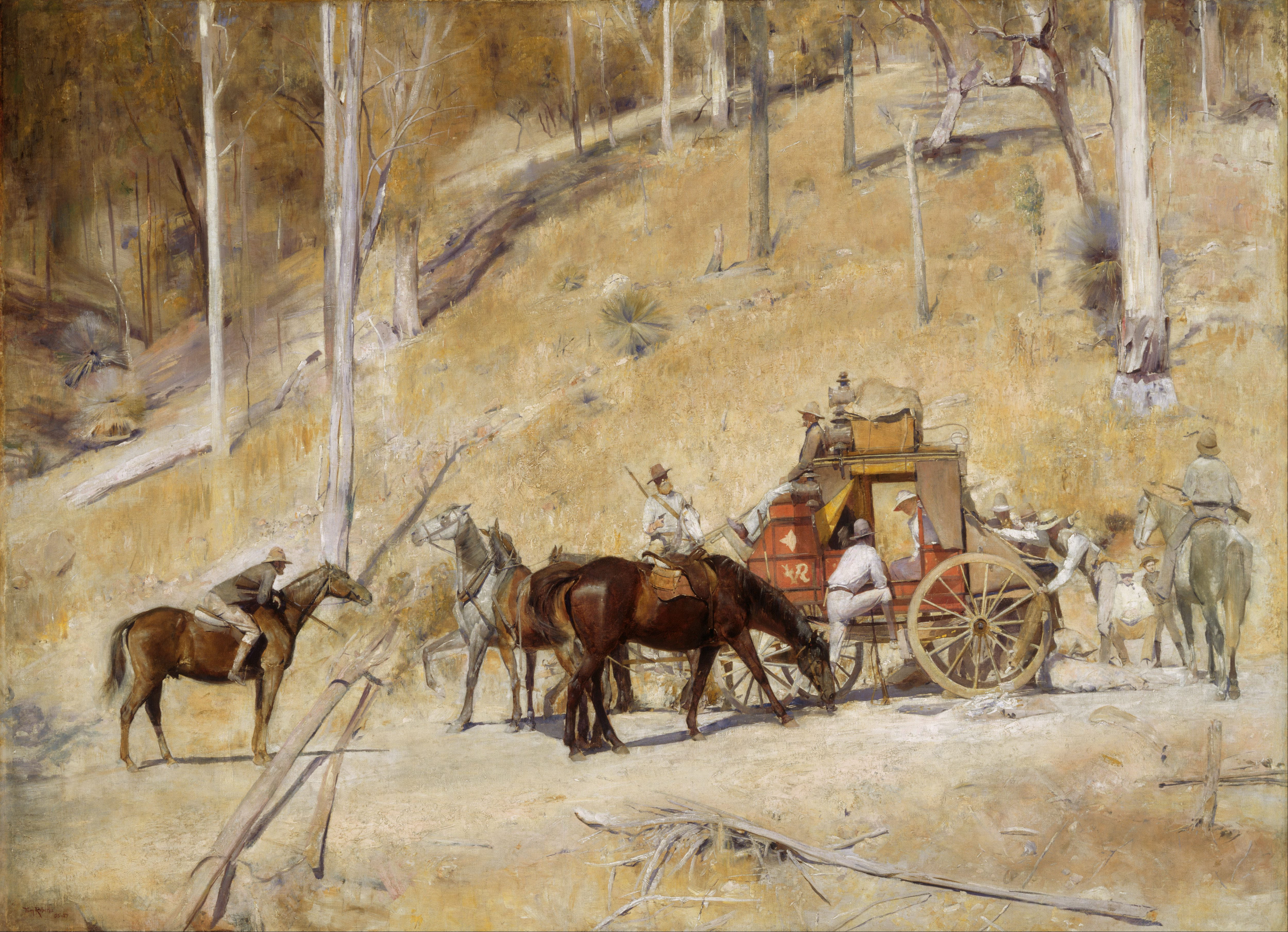
Tom Roberts, Bailed Up, 1895
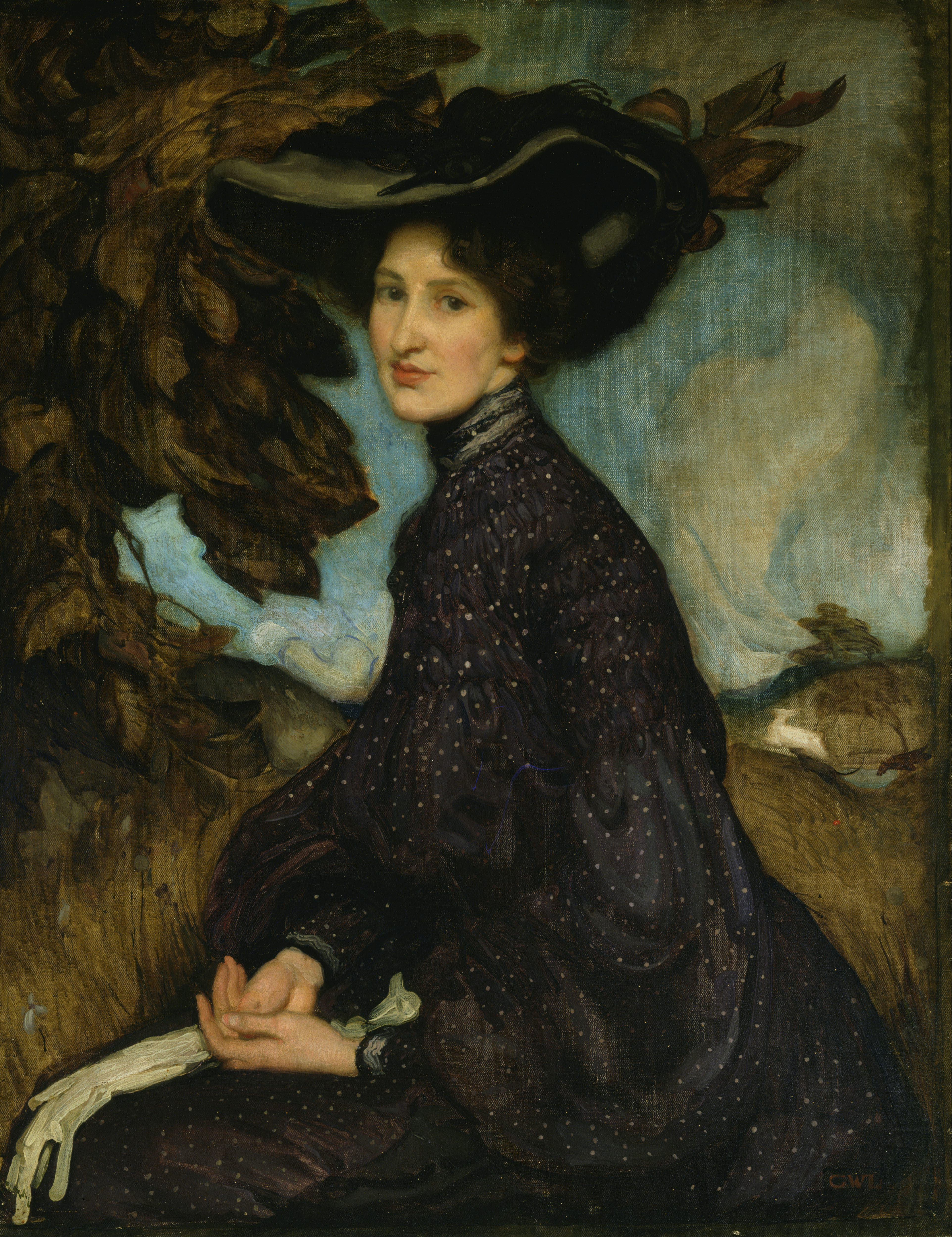
George Washington Lambert, Thea Proctor, 1903

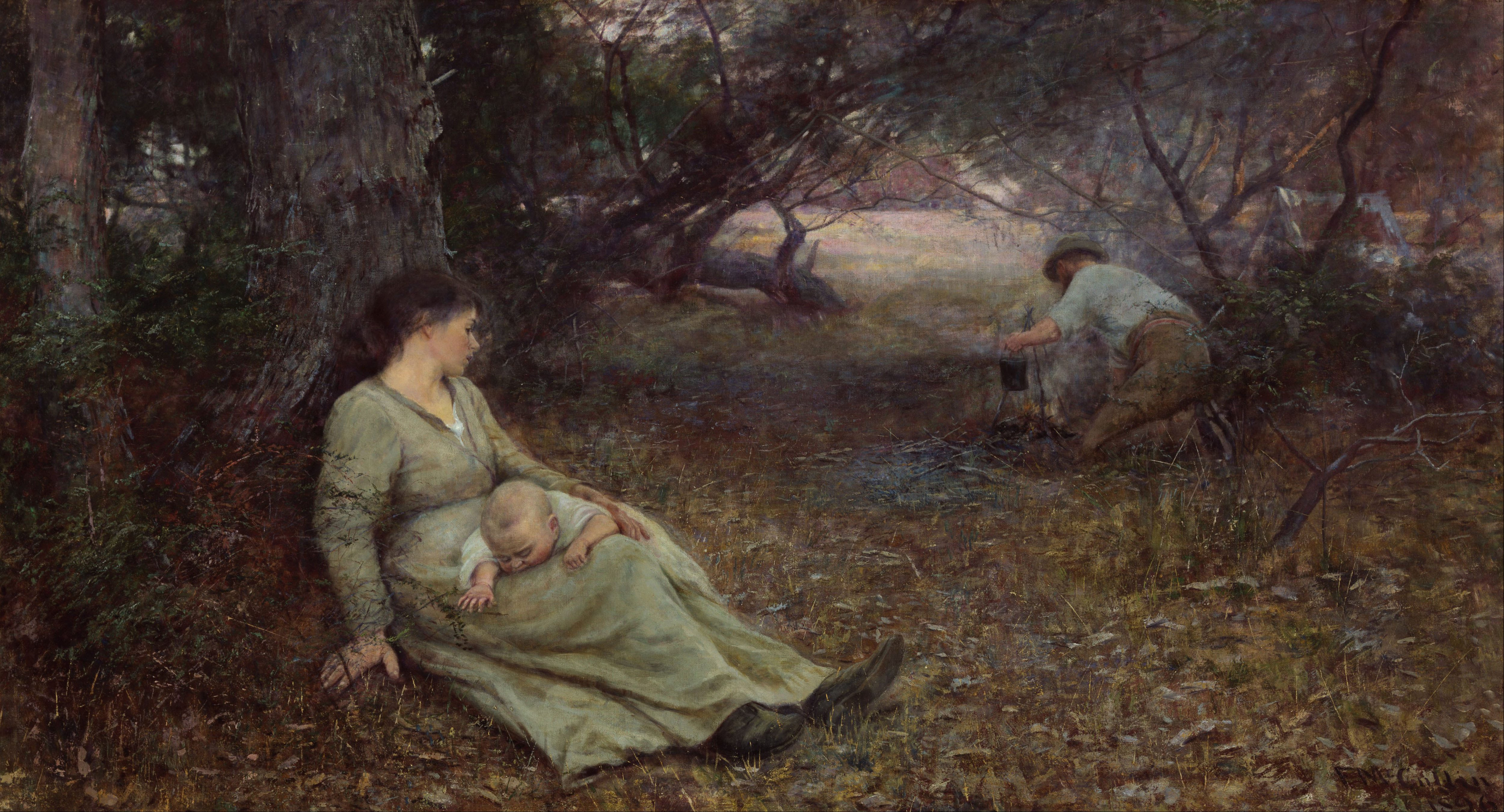
Frederick McCubbin, On the Wallaby Track, 1896
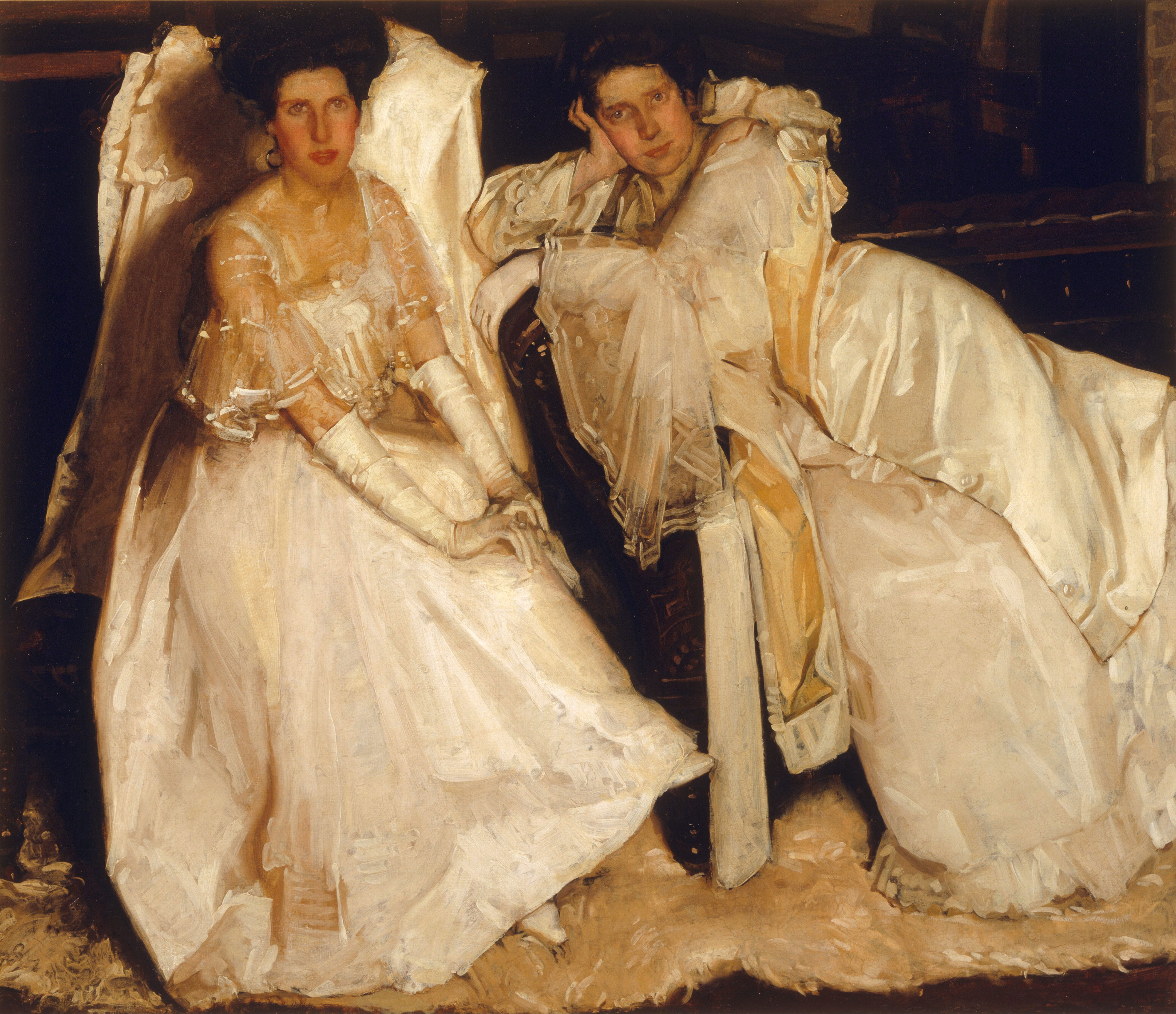
Hugh Ramsay, The Sisters, 1904
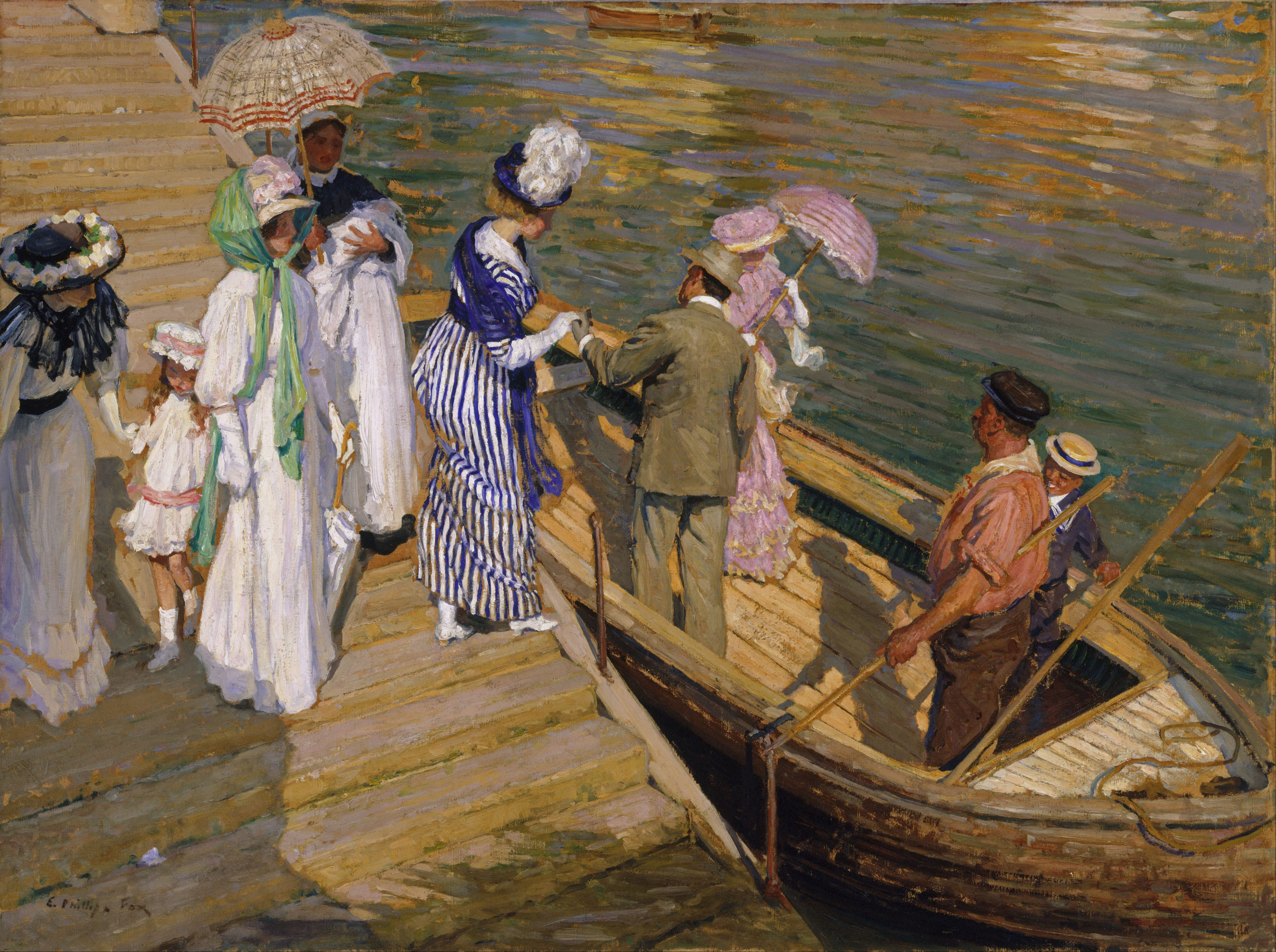
E Phillips Fox, The Ferry, 1910

## 外部連結
- AGNSW site （页面存档备份，存于）
- Art Gallery of New South Wales Artabase page （页面存档备份，存于）